# Kærlighedsvalsen
Kærlighedsvalsen er en dansk stumfilm fra 1920 med instruktion og manuskript af A.W. Sandberg.

## Handling
Denne artikel mangler et handlingsreferat. Hjælp os med at skrive det.

## Medvirkende
- Aage Fønss - Grev Erik Borghjælm
- Albrecht Schmidt - Grev Gustav Borghjælm, Eriks fætter
- Clara Wieth - Ninon, Eriks hustru
- Svend Kornbeck - Marcel, digter
- Aage Hertel - Hushovmesteren på Borghjelm
- Peter Nielsen - Kusken på Borghjælm
- Bertel Krause - Kroværten
- Frederik Jacobsen
- Peter Jørgensen
- Maggi Zinn